# 夕凪 (テレサ・テンの曲)
「夕凪」（ゆうなぎ）は、テレサ・テンの日本での通算25枚目のシングル曲である。1992年11月18日にトーラスレコードから8センチCD（規格品番：TADL-7350）とカセットテープ（規格品番：TASL-7350）形式でリリースされた。

## 概要
タイトル曲「夕凪」は松井五郎が作詞、川口真が作曲・編曲を務めている。カップリング曲「晩秋」は水木かおるが作詞、三木たかしが作曲を務めている。

## 収録曲
（全編曲：川口真）
1. 夕凪
作詞：松井五郎、作曲：川口真
2. 晩秋
作詞：水木かおる、作曲：三木たかし
3. 夕凪（オリジナル・カラオケ）
4. 晩秋（オリジナル・カラオケ）